# اونتروالدهاوزن
اونتروالدهاوزن (به آلمانی: Unterwaldhausen) یک شهر در آلمان است که در رافنسبورگ واقع شده‌است. اونتروالدهاوزن ۳۰۲ نفر جمعیت دارد.